# Eperjes, Csongrád
Eperjes (în română Eperieș)  este un sat în districtul Szentes, județul Csongrád, Ungaria, având o populație de 590 de locuitori (2011).

## Demografie
Componența etnică a satului Eperjes
     Maghiari (100%)
Componența confesională a satului Eperjes
     Fără religie (27,63%)
     Reformați (5,76%)
     Luterani (4,24%)
     Necunoscută (62,37%)
     Alte religii (1,36%)
Conform recensământului din 2011, satul Eperjes avea 590 de locuitori. Din punct de vedere etnic, majoritatea locuitorilor (100,0%) erau maghiari. Nu există o religie majoritară, locuitorii fiind persoane fără religie (27,63%), reformați (5,76%) și luterani (4,24%). Pentru 62,37% din locuitori nu este cunoscută apartenența confesională.